# Європейський патентний офіс
Європейський патентний офіс (ЄПО) — один із двох органів Європейської патентної організації (ЄПОрг), іншим є Адміністративна рада. ЄПО діє як виконавчий орган організації, тоді як Адміністративна рада діє як її наглядовий орган, а також, в обмеженій мірі, її законодавчий орган. Фактичні законодавчі повноваження щодо перегляду Європейської патентної конвенції належать самим Договірним державам під час зустрічі на Конференції Договірних держав.
У Європейському патентному офісі експерти відповідають, зокрема, за вивчення європейських патентних заявок, поданих заявниками, щоб вирішити, чи видавати патент на винахід. Патенти, видані Європейським патентним офісом, називаються європейськими патентами.

## Функція

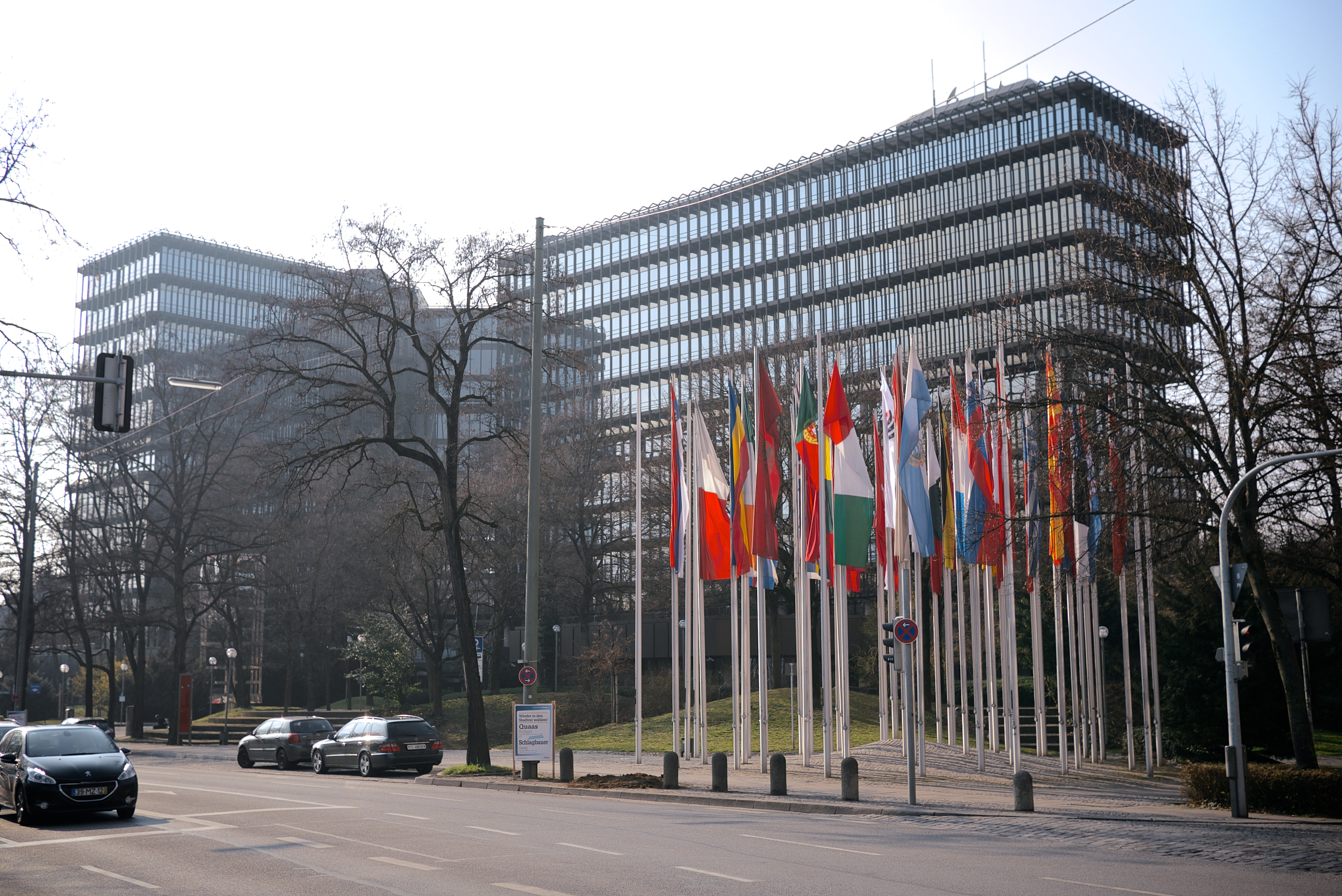
Штаб-квартира ЄПО у Мюнхені, Німеччина.

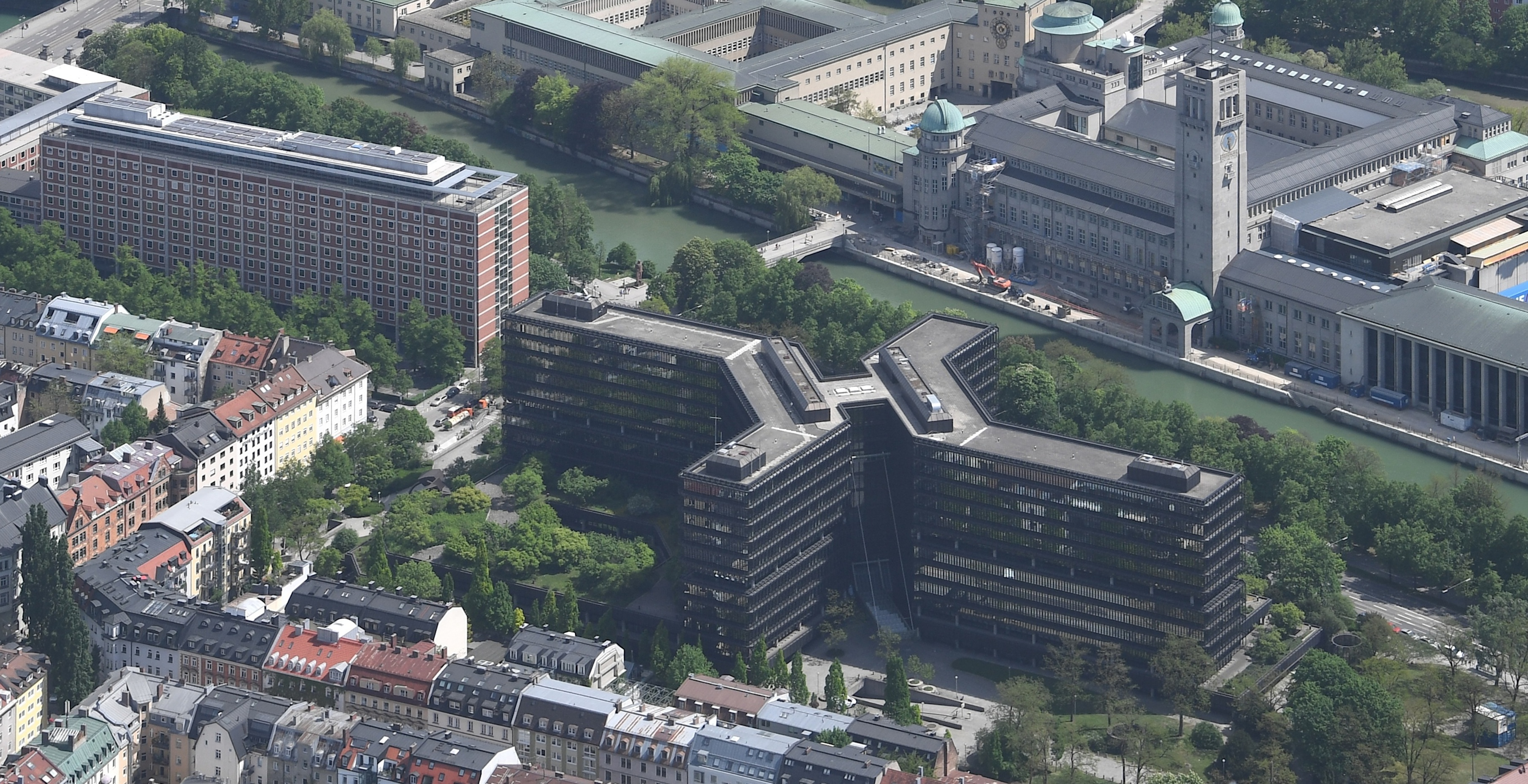
Аерофотознімок штаб-квартири в Мюнхені (у центрі), над нею, на іншому березі річки Ізар, науковий музей Deutsches Museum, ліворуч Німецький офіс патентів і товарних знаків.

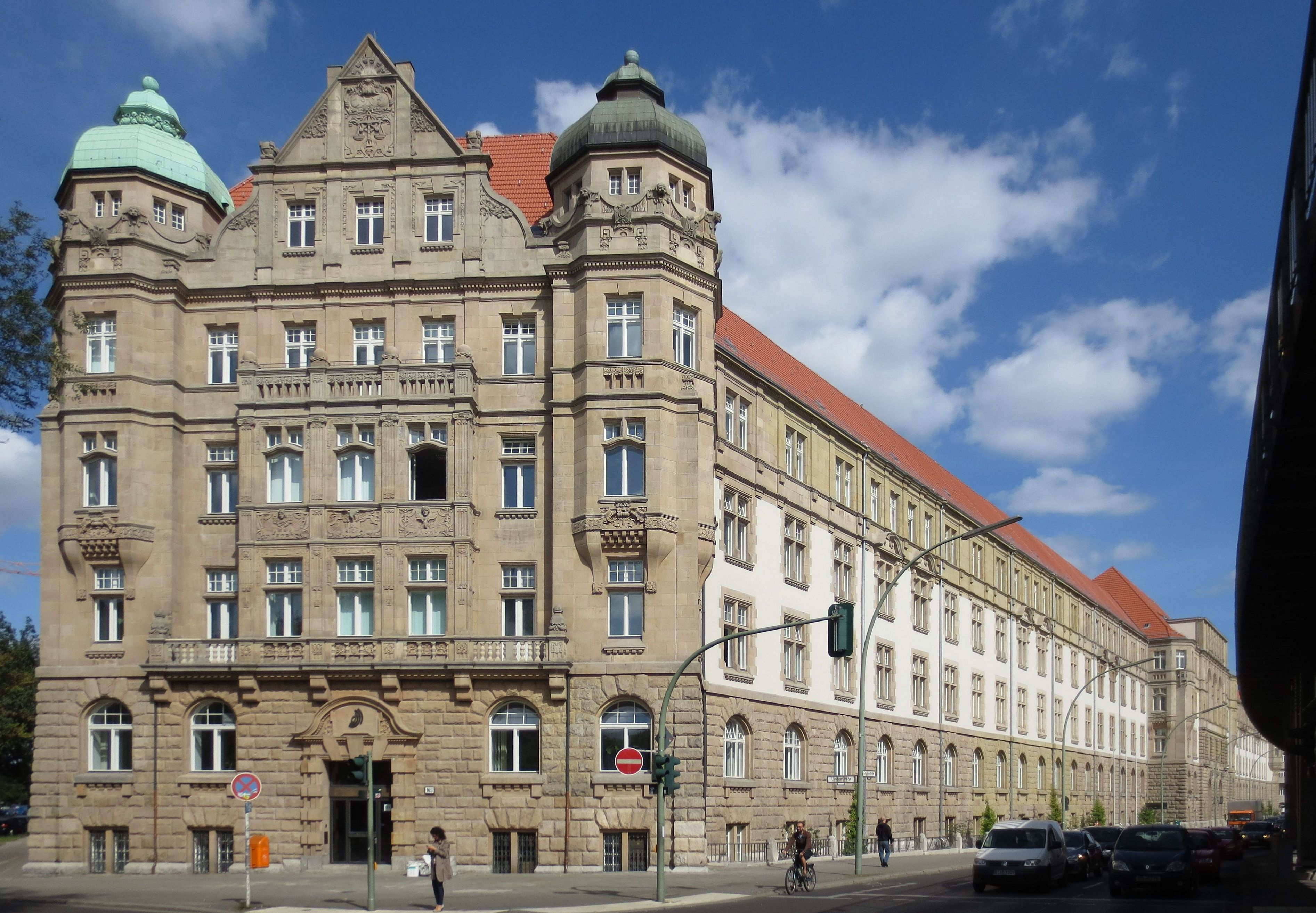
Суб-офіс ЄПО у Берліні.

Європейський патентний офіс (ЄПО) видає європейські патенти, що охоплюють країни-учасниці Європейської патентної конвенції та кілька інших держав, які уклали з ЄПО угоди про розширення та валідацію. ЄПО передбачає єдину процедуру видачі патенту, але не єдиний патент з точки зору правозастосування. Таким чином, патент, виданий ЄПО, не є єдиним або унітарним патентом Європейського Союзу чи єдино визнаним загальноєвропейським патентом, а набором національних патентів. Проте патенти, видані ЄПО, можуть бути оскаржені централізовано в ЄПО через процедуру оскарження. Окрім видачі європейських патентів, ЄПО також відповідає за створення звітів про пошук патентоспроможности для національних патентних заявок від імені патентних офісів Франції, Нідерландів, Бельгії, Люксембургу, Італії, Туреччини, Греції, Кіпру, Мальти, Сан-Марино, Литви, Латвії та Монако.

### Роль в унітарному патенті
Оскільки Європейський патент з унітарною дією (також званий «унітарним патентом») набув чинности 1 червня 2023 року, деякі пов’язані з ним адміністративні завдання виконує ЄПО. Ці завдання включають стягнення зборів за продовження та реєстрацію єдиної дії після надання, виключних ліцензій і заяв про те, що ліцензії доступні будь-якій особі. Рішення ЄПО щодо унітарного патенту можна оскаржити в Єдиному патентному суді (ЄПС), а не в апеляційних радах ЄПО.

## Правовий статус
Європейський патентний офіс не є юридичною особою як такою, а є органом Європейської патентної організації, яка є юридичною особою.

## Розташування та персонал
Штаб-квартира ЄПО знаходиться в Мюнхені, Німеччина. ЄПО також має філію в Райсвійку, Нідерланди, поблизу Гааги, підрозділи в Берліні, Німеччина, та Відні, Австрія, а також офіс для зв’язків з установами ЄУ в Брюсселі, Бельгія. На кінець 2019 року в Європейському патентному офісі працювало 6 608 співробітників (з них 3 675 у Мюнхені, 2 624 у Райсвійку, 227 у Берліні, 87 у Відні та 3 у Брюсселі). ЄПО складалося з працівників 35 різних національностей, причому 74% мали національність, відмінну від країни, в якій вони працюють. З точки зору ґендерної різноманітности, 34% усіх співробітників були жінками. Чверть керівників були жінки, що трохи більше, ніж у попередні роки. У 2019 році ЄПО витратило понад 5 мільйонів євро на talent development activities , при цьому 94% персоналу проходять принаймні одне навчання протягом року.
Приміщення Європейського патентного офісу мають форму екстериторіальности. Відповідно до Протоколу про привілеї та імунітети, який є невід’ємною частиною Європейської патентної конвенції відповідно до статті 164(1) ЄПК, приміщення Європейської патентної організації, а отже, і Європейського патентного офісу, є недоторканними. Органи влади держав, у яких розташовані приміщення Організації, не мають права входити в ці приміщення, окрім як за згодою президента Європейського патентного офісу. Однак така згода «припускається у випадку пожежі чи іншого лиха, що потребує негайних захисних дій».

## Управління
Європейським патентним офісом керує президент, який відповідає за його діяльність перед Адміністративною радою. Президент також представляє Європейську патентну організацію. Тому президент виконує подвійну роль: представника Європейської патентної організації та голови Європейського патентного офісу. Президента Європейського патентного офісу призначає Адміністративна рада. Для призначення Президента потрібна більшість у три чверті голосів Договірних Держав, які представлені та голосують в Адміністративній раді.
Президенту допомагає колективний орган, відомий як Консультативний комітет управління (MAC). Наразі MAC складається з президента, трьох віце-президентів і кількох головних директорів і директорів. Кожен член MAC відповідає за певну сферу діяльності та звітує перед Президентом. Очікується, що MAC реалізовуватиме ініціативи відповідно до загальної політики та пропонуватиме ініціативи чи зміни політики, які можуть вплинути на діяльність ЄПО.
У більш загальному плані «в управлінні ЄПО домінують делегати держав-учасниць в Адміністративній раді», причому, за словами Отто Боссунга, ці делегати в першу чергу керуються своїми національними інтересами, а не наднаціональними інтересами, такими як, наприклад, впровадження внутрішнього ринку ЄУ.

## Мови

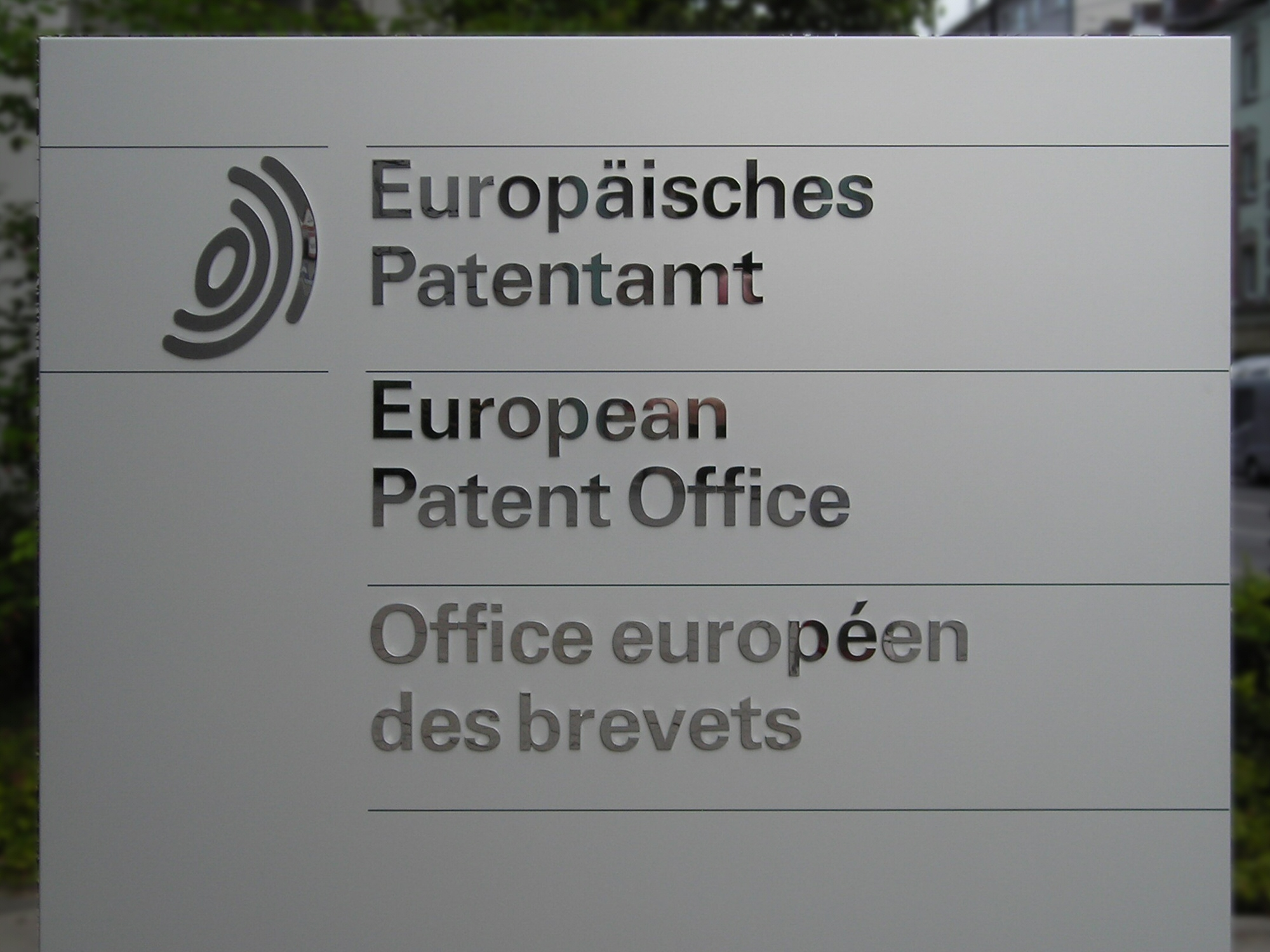
Вивіска в мюнхенському офісі Європейського патентного офісу трьома офіційними мовами: німецькою, англійською та французькою.

Трьома офіційними мовами Європейського патентного офісу є англійська, французька та німецька, і публікації, включаючи Європейський патентний бюлетень та Офіційний вісник Європейського патентного офісу, публікуються всіма трьома мовами.
Європейські патентні заявки можуть бути подані будь-якою мовою за умови, що переклад на одну з офіційних мов буде подано протягом двох місяців, якщо мова подання не є офіційною мовою ЄПО. Офіційна мова, якою подана заявка або на яку вона перекладена, вважається мовою провадження, і заявка публікується цією мовою. Документальні докази також можуть бути подані будь-якою мовою, хоча ЄПО може вимагати переклад.
Деякі держави-учасниці Європейської патентної конвенції мають офіційну мову, яка не є офіційною мовою ЄПО, наприклад нідерландська, італійську або іспанську. Ці мови називаються «допустимими мовами, які не є ЄПО». Резиденти або громадяни таких держав можуть подавати будь-які документи на офіційній мові цієї держави, які мають обмеження у часі, і існує період в один місяць для подання перекладу на офіційну мову, інакше документ вважається неподаним. Збір за подання та збір за експертизу зменшуються на 30% для певних категорій заявників, а саме для малих і середніх підприємств, фізичних осіб і «некомерційних організацій, університетів або державних дослідницьких організацій», коли заявка на патент або запит на експертизу подано прийнятною мовою, що не входить до ЄПО, а згодом або принаймні одночасно подається необхідний переклад.

## Департаменти та генеральні дирекції

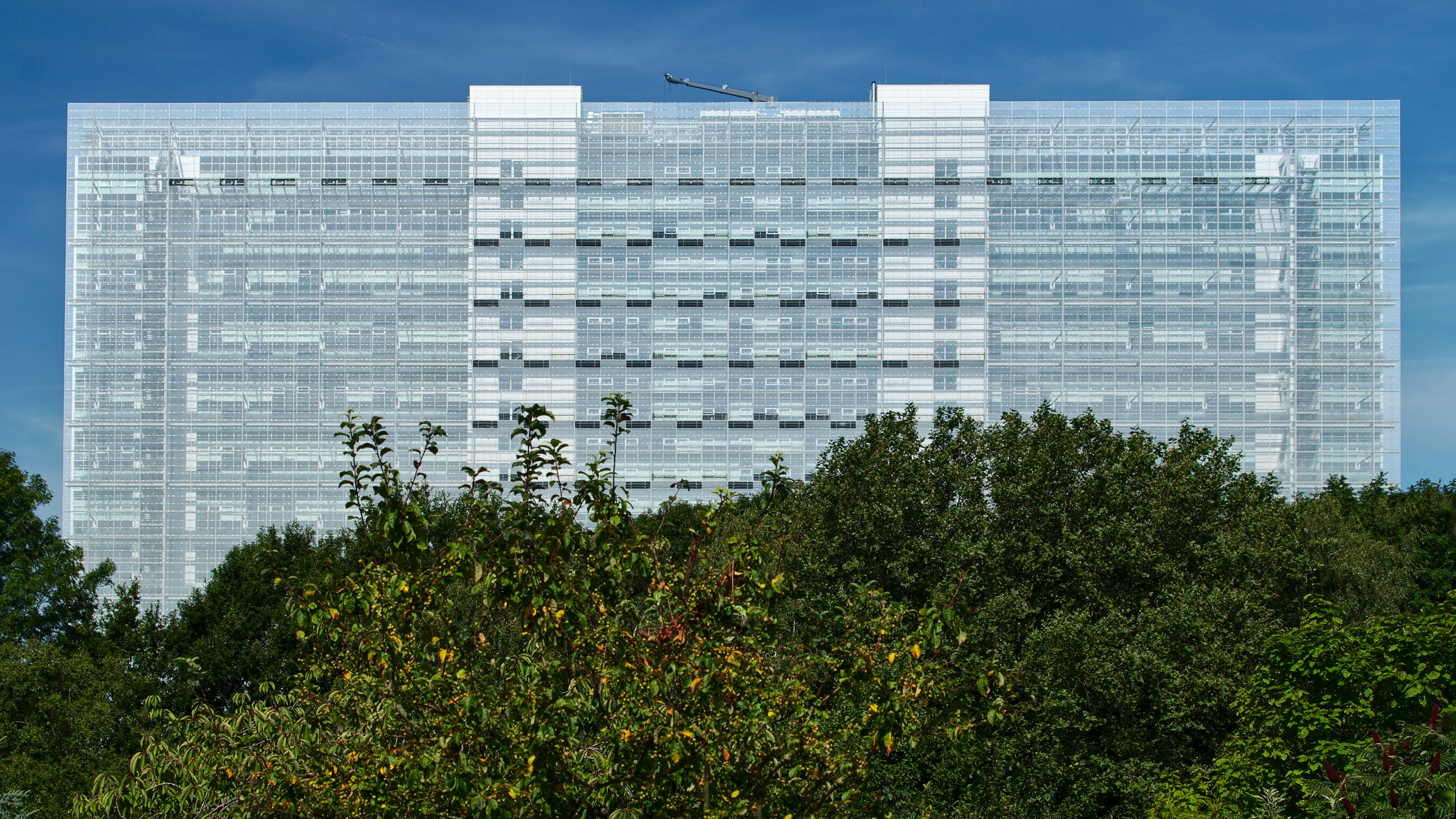
Відділення ЄПО в Гаазі, Нідерланди (точніше в Рейсвійку, передмісті Гааги)

Європейський патентний офіс включає такі департаменти для виконання процедур, викладених у ЄПК:
- секція приймання, відповідальна за експертизу при поданні та експертизу щодо формальних вимог європейських патентних заявок;
- Відділи пошуку, «відповідальні за складання європейських звітів про пошук»;
- Відділи експертизи, відповідальні за пошук рівня техніки та експертизу європейських патентних заявок;
- Відділи заперечень, відповідальні за розгляд заперечень проти будь-якого європейського патенту;
- юридичний відділ, «відповідальний за рішення щодо записів у Реєстрі європейських патентів, а також щодо реєстрації та виключення зі списку професійних представників»;
- Апеляційні комісії, «відповідальні за розгляд апеляцій на рішення секції приймання, відділів експертизи та відділів заперечень, а також юридичного відділу»; і
- Розширена апеляційна рада, зокрема, для забезпечення однакового застосування патентного права.

Вищезазначені департаменти Європейського патентного офісу організовані у три «Генеральні дирекції» (ГД), кожний з яких очолює віце-президент, ГД з процесу видачі патентів, ГД з корпоративних послуг, ГД з правових і міжнародних справ, а також відділ апеляційної ради, який діє як судовий орган ЄПО. За словами сера Робіна Джейкоба, члени апеляційної ради ЄПО є «суддями у всьому, крім імені».
Європейський патентний офіс не приймає рішень у справах про порушення. Національні суди мають юрисдикцію у справах про порушення прав щодо європейських патентів. Щодо дійсности європейських патентів, однак, Європейський патентний офіс під час розгляду заперечень (Стаття 99 ЄПК) і національні суди під час розгляду справ про недійсність (Стаття 138 ЄПК) може прийняти рішення про анулювання європейського патенту.

## Діяльність за Договором про патентну кооперацію
У міжнародній процедурі відповідно до Договору про патентну кооперацію (PCT) Європейський патентний офіс діє як Одержувач, Міжнародний пошуковий орган (ISA), Міжнародний пошуковий орган (IPEA) і, починаючи з 1 липня 2010 року, як так званий Додатковий міжнародний пошуковий орган (SISA). Договір про патентну кооперацію (PCT) передбачає міжнародну процедуру розгляду патентних заявок, які називаються міжнародними заявками, протягом перших 30 місяців після їх першої подачі в будь-якій країні-учасниці PCT. Європейський патентний офіс не видає «міжнародних патентів», оскільки таких патентів не існує. Через 30 місяців (або, для деяких країн, через 20 місяців) міжнародна заявка має бути перетворена в національну або регіональну патентну заявку, а потім підлягає національній/регіональній процедурі видачі.
Як Додатковий міжнародний пошуковий орган (SISA), Європейський патентний офіс оголосило, що проводитиме не більше 700 додаткових міжнародних пошуків на рік.

## Онлайн-сервіси
ЄПО пропонує на своєму вебсайті кілька безкоштовних послуг, у тому числі Espacenet і відкриті патентні служби (OPS) для пошуку в колекції патентних документів, правових текстів, опублікованих в офіційному віснику Європейського патентного реєстру, що містить правову інформацію, що стосується опублікованих європейських патентних заявок і європейських патентів (Європейський патентний реєстр також дозволяє перевіряти файли відповідно до статті 128 ЄПК), а також сервер публікацій європейських патентних заявок і патентів. Існує також програмне забезпечення CMS для подання європейських патентних заявок онлайн.

## Міжнародна співпраця
ЄПО бере участь у кількох формах міжнароднох співпраці в Європі та за її межами, з іншими офісами інтелектуальної власності, а також з міжнародними організаціями, які не входять до патентної системи. ЄПО співпрацює з Бюро патентів і торгових марок США (USPTO) і Патентним офісом Японії (JPO) як одне з Тристоронніх патентних офісів. Він також співпрацює з Патентним офісом Японії (JPO), Корейським офісом інтелектуальної власності (KIPO), Національним офісом інтелектуальної власності Китаю (CNIPA) і Адміністрацією патентів і товарних знаків США (USPTO) у рамках співпраці, відомої як «п’ять офісів інтелектуальної власності» або IP5.
27 квітня 2017 року ЄПО та Євразійська патентна організація (ЄАПВ) підписали програму, що дозволяє збільшити розподіл роботи та прискорити розгляд патентних заявок між обома патентними офісами. Угоду, відому як Патентний шлях (PPH), було підписано президентами ЄПО та ЄАПВ у Мюнхені. Президент ЄАПВ Сауле Тлевлесова заявила: «Підписання цієї двосторонньої угоди PPH відкриває нову сторінку в історії співпраці ЄАПВ та ЄПО і принесе користь заявникам і нашим офісам».
Наразі ЄПО пропонує три типи угод про співпрацю з країнами, що не є членами:
- Технічне співробітництво спрямоване на узгодження національних або регіональних патентних систем у країнах з економікою, що розвивається, з європейською патентною системою. Це дозволяє партнерам отримати доступ до інструментів ЄПО або брати участь у пілотних програмах, таких як Patent Prosecution Highway (PPH), яка пропонує швидку процедуру.
- Посилене партнерство спирається на технічне співробітництво та розвиває стратегічні зв’язки в технічних сферах, що становлять взаємний інтерес. Офіси-партнери можуть уникнути дублювання роботи шляхом повторного використання результатів ЄПО.
- У системі валідації винахідники та підприємства, які подають заявку на європейський патент, можуть розширити сферу захисту до стану валідації. Ця схема забезпечує довгострокову технічну співпрацю, яка може бути налаштована відповідно до вимог партнера.

## Представництво працівників і трудові відносини
Основною профспілкою співробітників ЄПО є «Спілка персоналу Європейського патентного офісу» (SUEPO).
Як міжнародна організація ЄПО користується імунітетом, і національні суди, в принципі, не мають юрисдикції щодо спорів, у яких ЄПО є стороною. Трудові спори можуть бути подані працівниками до Адміністративного трибуналу Міжнародної організації праці (ILOAT). Однак суди в Нідерландах інколи приймали юрисдикцію, коли виявляли порушення фундаментальних принципів прав людини на основі прецедентного права Європейського суду з прав людини. Юрисдикція була прийнята, наприклад, через те, що процедура ILOAT (понад 3 роки) була надто довгою для процесу, пов’язаного з питаннями здоров’я або щодо конфлікту з профспілками, оскільки апеляція до ILOAT чи будь-якої іншої судової організації була неможливою. Підґрунтям останнього рішення став постійний конфлікт між персоналом ЄПО та керівництвом, зокрема відмова ЄПО визнати профспілки персоналу, блокування електронної пошти між профспілками та їх членами та обмеження права на страйк. Після вручення рішення ЄПО тодішній міністр безпеки та юстиції Нідерландів Іво Опстелтен наказав судовим виконавцям не виконувати це рішення. Втручання Опстелтена було розкритиковане низкою нідерландських юридичних експертів, у тому числі Седріком Рингаертом, професором міжнародного права в Утрехті, який вважав втручання міністра незвичайним: «По суті, він розмиває владу Суду. Міжнародні організації збираються все більше ставити себе вище закону, що вже зараз є проблемою. Опстелтен спирається на закон сімдесятих років, який повинен бути Замість цього він дотримується дуже консервативної точки зору».
Трудові відносини в ЄПО під час президентства Бенуа Баттістеллі були напруженими та позначеними конфліктами з помітною ескалацією протягом 2014 року. Невдоволення персоналу пояснюється стилем управління Баттістеллі, який, згідно з повідомленнями німецьких газет Die Zeit і Die Welt, сприймався персоналом як надмірно автократичний і невідповідний європейському міжурядовому органу, такому як ЄПО.
Було висловлено занепокоєння щодо великої кількості самогубств співробітників ЄПО, п'ять за три роки. Президент ЄПО Баттістеллі відкинув припущення профспілки персоналу ЄПО SUEPO про можливий зв’язок між самогубством та умовами праці в ЄПО як «абсолютно недоречні» та звинуватив профспілку персоналу у «зловживанні особистою трагедією та розпалюванні суперечок». Профспілка співробітників ЄПО SUEPO заявила, що прямий зв'язок між самогубством і умовами праці не було доведено, але інспекція праці Нідерландів повинна отримати можливість розслідувати це питання.

## Спірний інвестиційний фонд
У червні 2018 року Федеральна Рахункова палата Німеччини і фінансові експерти розкритикували заплановане створення ЄПОфонду під назвою «Інвестиційний казначейський фонд EPO» (EPOTIF) для управління 2.3 активів фонду, включаючи ризиковані фінансові продукти, такі як цінні папери, забезпечені активами, цінні папери, забезпечені іпотекою, і свопи кредитного дефолту.

## Якість виданих патентів
Наприкінці 2010-х і в 2020-х роках повідомлялося про зниження якости патентів, виданих ЄПО, і його критикували, оскільки зниження якости пошуків і експертиз в ЄПО розглядається як шкідливе для галузі (більше недійсних європейських патентів означає більше правової невизначеності на ринку).